# التخدير الإنشاقي
التخدير الإنشاقي شكل من أشكال التخدير الإجرائي (التركين). يجب أن يحقق الدواء المُستنشق:
1. تثبيط الجهاز العصبي المركزي إلى الحد الذي يسمح للجراح بإجراء الجراحة محدثًا أقل قدر ممكن من الشدة الفيزيولوجية والنفسية للمريض.
2. تعديل الحالة الذهنية للمريض، فيبقى المريض قادرًا على التواصل والاستجابة للأوامر اللفظية.
3. توفير هامش أمان واسع لتجنب غياب الوعي غير المقصود وغياب المنعكسات الواقية.[1]

## الاستخدامات الطبية
من استخدامات التركين تخفيف «القلق والخوف من معالجات الأسنان، والحاجة إلى المعالجات السنية طويلة المدة المؤلمة، والحالات الطبية التي تتفاقم إذا تعرض صاحبها للألم (مثل مرض القلب التاجي وارتفاع ضغط الدم والربو والصرع)، والحالات الطبية أو السلوكية التي تؤثر على قدرة المريض على التعاون، ومتطلبات الرعاية الخاصة».

## التأثيرات السلبية
المضاعفات الناتجة من التخدير الاستنشاقي نادرة، وهي استجابات فيزيولوجية مؤذية تتطلب التدخل لتصحيحها. تشمل هذه المضاعفات التخدير المفرط، وتثبيط الجهاز التنفسي/انقطاع التنفس، وفقدان الوعي، وانسداد مجرى التنفس، والتقيؤ، والاستجابات الفردية، وتأخر الاستيقاظ، وفشل التركين.
توجد مضادات استطباب مطلقة قليلة، ومضادات الاستطباب النسبية مهمة ولا يمكن تحديدها إلا بعد إجراء تقييم كامل. تشمل مضادات الاستطباب النسبية:
- الحالات الطبية التي تؤثر على استنشاق العامل المخدر، مثل نزلات البرد أو التهاب اللوزتين أو داء الانسداد الرئوي المزمن الشديد أو انسداد الأنف.
- الأمراض العصبية العضلية التي تؤثر على عضلات الجهاز التنفسي، مثل التصلب المتعدد والوهن العضلي الشديد.
- الحامل في الأشهر الثلاثة الأولى.
- الحالات الطبية أو السلوكية التي تعيق فهم المريض للإجراء.
- رهاب الأماكن المغلقة أو الخوف من قناع الاستنشاق.

## تقييم المريض واختيار نوع التخدير
في الزيارة التي تسبق التخدير، يقيم الطبيب الحاجة إلى التخدير والتقنية الأكثر ملاءمة للمريض على نحو فردي. يدرس الطبيب سجل المريض ويفحصه فحصًا شاملًا. يؤخذ التاريخ الطبي والمعالجات السنية السابقة في الحسبان، وعمر المريض وحالته الصحية وظروفه الاجتماعية، وتاريخه الدوائي، وأي احتياجات خاصة. يقيم الفحص المظهر العام للمريض ولون بشرته ومعدل نبضه وضغط دمه وعدد مرات التنفس. يكون المرضى في فئتي الجمعية الأمريكية لأطباء التخدير الأولى والثانية مناسبين للتخدير في بيئة الرعاية الأولية. يجب إحالة المرضى في الفئتين الثالثة أو الرابعة إلى مركز رعاية ثانوية مناسب يضم مرافق الرعاية الحرجة (كالمستشفيات).

## مضادات الاستطباب
استُخدم التخدير الإنشاقي بواسطة أكسيد النيتروس في الطب وطب الأسنان منذ زمن طويل وعلى نحو آمن. ومع ذلك، قد يكون التخدير باستخدام أكسيد النيتروس غير مناسب لبعض المرضى. تشمل مضادات الاستطباب المحتملة:
المريض الذي لا يستطيع استخدام قناع الأنف بسبب انسداد تشريحي أو مرض في البلعوم الأنفي، أو بسبب اضطرابات نفسية أو إدراكية، ويُعد هذا المانع مضاد استطباب مطلق. ومن الأمثلة مرضى التهاب الجهاز التنفسي العلوي، والتهاب الجيوب الأنفية الشديد، والأطفال غير المتعاونين، والمرضى الذين يخافون من أقنعة الاستنشاق.
المرضى الذين خضعوا حديثًا لجراحة الأذن، لأن أي حالة تؤثر على قناة استاكيوس تزيد احتمال ارتفاع الضغط في الأذن الوسطى مع استخدام أكسيد النيتروس.
المرضى المصابون باضطرابات نفسية مثل الفصام أو الاضطراب ثنائي القطب. وتعد هذه الموانع نسبية. يجب الاحتياط من التداخلات بين أكسيد النيتروس والأدوية النفسية الحالية ويوصى بإجراء استشارة طبية مسبقة.
الحوامل. الحمل مضاد استطباب نسبي لأن الدراسات الراجعة فشلت في إيجاد تأثيرات سلبية على الحامل أو جنينها. ومع ذلك، يجب تجنب التخدير بأكسيد النيتروس في العلاجات السنية غير الضرورية، وخاصة في الأسابيع الأولى من الحمل، لتقليل خطر السمية المحتملة على الجنين النامي. يجب ألا تُحرم المريضة الحامل من رعاية الأسنان الضرورية/الطارئة التي تتطلب استخدام أكسيد النيتروس لتقليل الألم والتوتر.
المرضى غير المتعاونين.
المرضى الذين يعانون من بعض أمراض الجهاز التنفسي، مثل داء الانسداد الرئوي المزمن. يعتمد هؤلاء المرضى جزئيًا على انخفاض أكسجة الدم لتحفيز التنفس، ويزيل التخدير الإنشاقي هذا التحفيز وقد يؤدي إلى تهديد التنفس.